# Первый дивизион чемпионата мира по хоккею с шайбой 2021
Чемпионат мира по хоккею с шайбой 2021 года в I-м дивизионе — спортивное соревнование по хоккею с шайбой под эгидой ИИХФ.
Матчи группы A должны были проходить в Любляне (Словения) с 9 по 15 мая, а матчи группы В — в Катовице (Польша) с 26 апреля по 2 мая 2021 года.
18 ноября 2020 года турнир был отменён из-за пандемии COVID-19.

## Участники группы А
- Франция
- Австрия
- Республика Корея
- Словения
- Венгрия
- Румыния

## Участники группы В
- Литва
- Польша
- Эстония
- Япония
- Украина
- Сербия